# Chotěvice
Chotěvice (en allemand : Kottwitz) est une commune du district de Trutnov, dans la région de Hradec Králové, en Tchéquie. Sa population s'élevait à 1 034 habitants en 2020.

## Géographie
Chotěvice se trouve à 4 km au sud-est de Hostinné, à 12 km au sud-ouest de Trutnov, à 35 km au nord de Hradec Králové et à 104 km au nord-est de Prague.
La commune est limitée par Čermná et Vlčice au nord, par Pilníkov à l'est, par Vítězná au sud, et par Mostek, Dolní Olešnice et Hostinné à l'ouest.

## Histoire
La première mention écrite de la localité date de 1362.